# Nærøyfjord
Il Nærøyfjord è un fiordo della municipalità di Aurland all'interno della Contea di Vestland in Norvegia. La sua lunghezza è di circa 17 km e fa parte del più grande Sognefjord. Il Nærøyfjord è considerato unanimemente il braccio più spettacolare del Sognefjord ed è anche il fiordo più stretto al mondo: in un punto misura, infatti, solo 250 m ed è circondato da montagne alte 1800 m che sovrastano le tranquille acque del fiordo.
Nel 2005 è stato inserito dall'UNESCO nella lista dei Patrimoni dell'umanità insieme al Geirangerfjord, in compagnia del quale è stato anche eletto, dal National Geographic, il più importante patrimonio naturalistico dell'umanità. Le sue coordinate sono: 60°56′37″N 6°55′53″E